# Juneyao Airlines
Juneyao Airlines (chiń. 上海吉祥航空公司; pinyin Shànghǎi Jíxiáng Hángkōng gōngsī) – chińska linia lotnicza z siedzibą w Szanghaju. Głównym węzłem jest port lotniczy Szanghaj-Hongqiao.
Agencja ratingowa Skytrax przyznała przewoźnikowi trzy gwiazdki.
W maju 2017 przewoźnik został partnerem sojuszu Star Alliance. W połowie 2026 linia zostanie pełnoprawnym członkiem sojuszu.
Do przewoźnika należy założona w 2014 chińska regionalna linia lotnicza 9 Air.

## Flota
Według stanu na sierpień 2025 flota składała się ze 103 samolotów o średnim wieku 7,7 lat:
| Samolot         | Samolot | Samolot   | Liczba miejsc | Liczba miejsc | Liczba miejsc | Uwagi |
| Model           | Aktywne | Zamówione | B             | E             | Łącznie       | Uwagi |
| --------------- | ------- | --------- | ------------- | ------------- | ------------- | ----- |
| Airbus A320-200 | 30      | –         | 8             | 156           | 164           |       |
| Airbus A320neo  | 22      | –         | 8             | 156           | 164           |       |
| Airbus A321-200 | 27      | –         | 12            | 178           | 190           |       |
| Airbus A321neo  | 14      | –         | 8             | 199           | 207           |       |
| Boeing 787-9    | 10      | –         | 29            | 295           | 324           |       |
| Łącznie         | 103     | 0         |               |               |               |       |